# Trasporti in El Salvador
Questa voce raccoglie le principali tipologie di Trasporti in El Salvador.

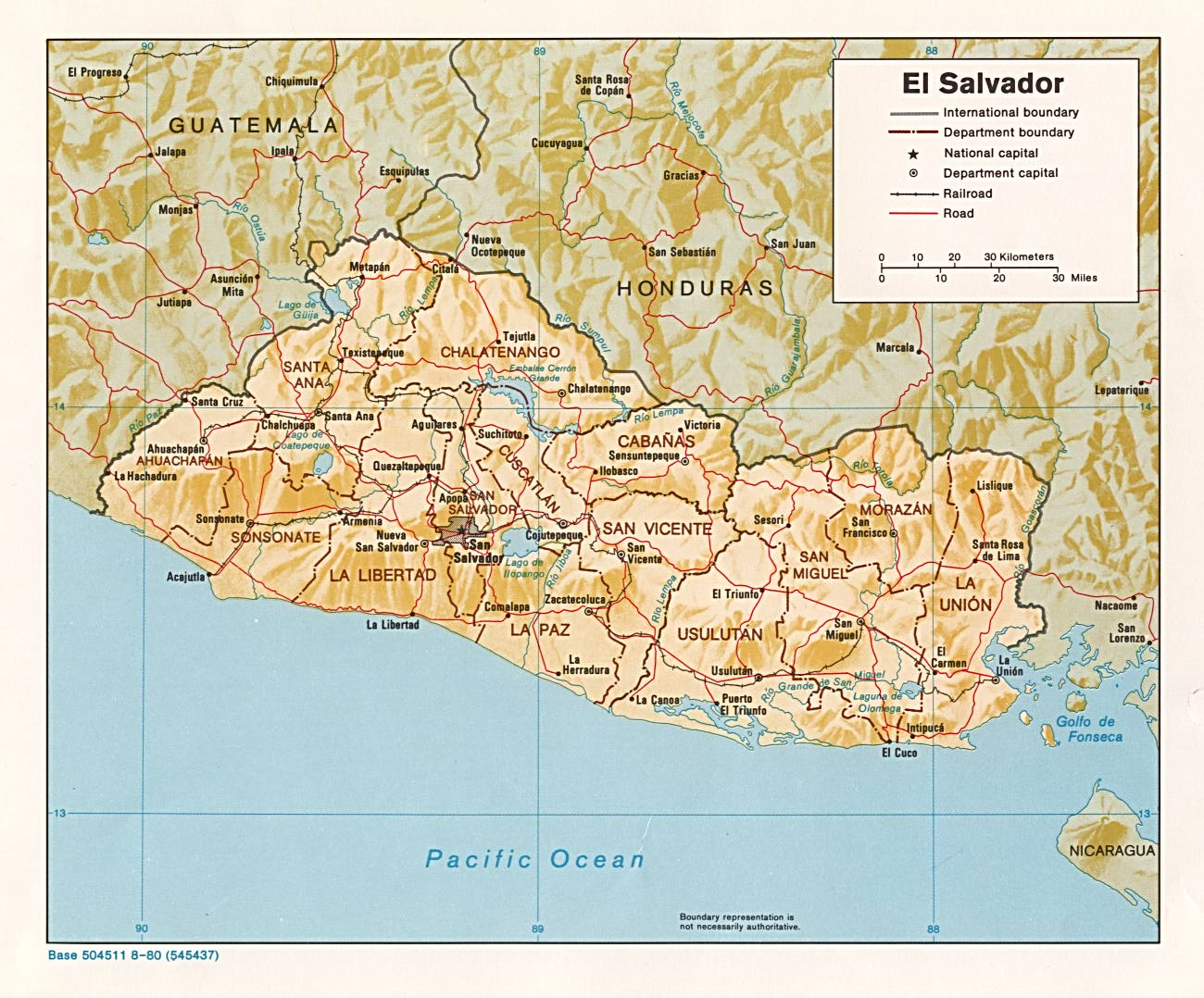
El Salvador: carta geopolitica con rete stradale e ferroviaria

## Trasporti su rotaia

### Reti ferroviarie
In totale: 547 km con scartamento ridotto di 914 mm (dati 1998)
- esercizio attualmente sospeso.

### Reti metropolitane
In El Salvador non esistono sistemi di metropolitana.

### Reti tranviarie
Anche il servizio tranviario è assente in questa nazione.

## Trasporti su strada

### Rete stradale
In totale:  10.029 km (dati 1999)
- asfaltate: 1.986 km, 327 dei quali appartenenti a superstrade
- bianche:  8.043 km.

### Reti filoviarie
Attualmente in El Salvador non esistono filobus. 

### Autolinee
Nella capitale salvadoregna, San Salvador, ed in altre zone abitate operano aziende pubbliche e private che gestiscono i trasporti urbani, suburbani ed interurbani esercitati con autobus.

## Idrovie
La nazione dispone di fiumi parzialmente navigabili, come il Rio Lempa.

### Porti e scali

#### Sull'Oceano Pacifico
- Acajutla
- Puerto Cutuco
- La Libertad
- La Unión
- Puerto El Triunfo.

## Trasporti aerei

### Aeroporti
In totale: 75 (dati 2006)
a) con piste di rullaggio pavimentate: 4
- oltre 3047 m: 1
- da 2438 a 3047 m: 0
- da 1524 a 2437 m: 1
- da 914 a 1523 m: 2
- sotto 914 m: 0

b) con piste di rullaggio non pavimentate: 71
- oltre 3047 m: 0
- da 2438 a 3047 m: 0
- da 1524 a 2437 m: 1
- da 914 a 1523 m: 14
- sotto 914 m: 56.

### Eliporti
In totale: 1 (dati 2006).